# Kwakkelweer
Kwakkelweer is in de regel onbestendig veranderlijk weer.
Kenmerkend voor dit soort weer in de winter is dat er 's nachts lichte vorst van hooguit enkele graden onder nul optreedt, terwijl er overdag sprake is van lichte dooi met hooguit enkele graden boven nul. Een winter zonder aanhoudende kou maar met afwisselend vorst, natte sneeuw en dooi wordt een kwakkelwinter genoemd.
Analoog werd de zomer van 2021 ook wel betiteld als een "kwakkelzomer". 
1. ↑  Buitenbaden dupe van kwakkelzomer, maar 'omslag kan nog'